# Nicrophorus montivagus
Nicrophorus montivagus es una especie de escarabajo enterrador del género Nicrophorus, categorizada en la tribu Nicrophorini, de la subfamilia Nicrophorinae. Fue descrita por Lewis en 1887.

## Distribución
Se distribuye por Asia: Japón.